# Dopiewo
Dopiewo (deutsch Dopiewo, 1943–1945 Wanenfeld) ist ein Dorf  in Polen. Es ist Sitz der gleichnamigen Landgemeinde im Powiat Poznański der Woiwodschaft Großpolen.

## Gemeinde
Zur Landgemeinde Dopiewo gehören 11 Ortsteile (deutsche Namen bis 1945) mit einem Schulzenamt.
| Dąbrowa (Pappelrode) Dąbrówka, auch Dombrowka (Tempelhof) Dopiewiec (Wanenhain) Dopiewo (Dopiewo, 1943–1945 Wanenfeld) Gołuski (Kahlfelde) Konarzewo (Konradsfeld) | Palędzie (Brandrode) Skórzewo (Hasenheide) Trzcielin (Rohrschütz) Więckowice (Fischweiler) Zakrzewo (Sassenheim) |

Weitere Ortschaften der Gemeinde sind:
| Drwęsa (Tannenhof) Fiałkowo (Kleindorf) Glinki (Bismarcktreu) Joanka Lisówki (Fuchsbau) | Pokrzywnica (Nesselrode) Podłoziny (Tiefland) Zborowo (Weidengrund) Żarnowiec (Ifflandsrode) |